# Nuclear Threat Initiative

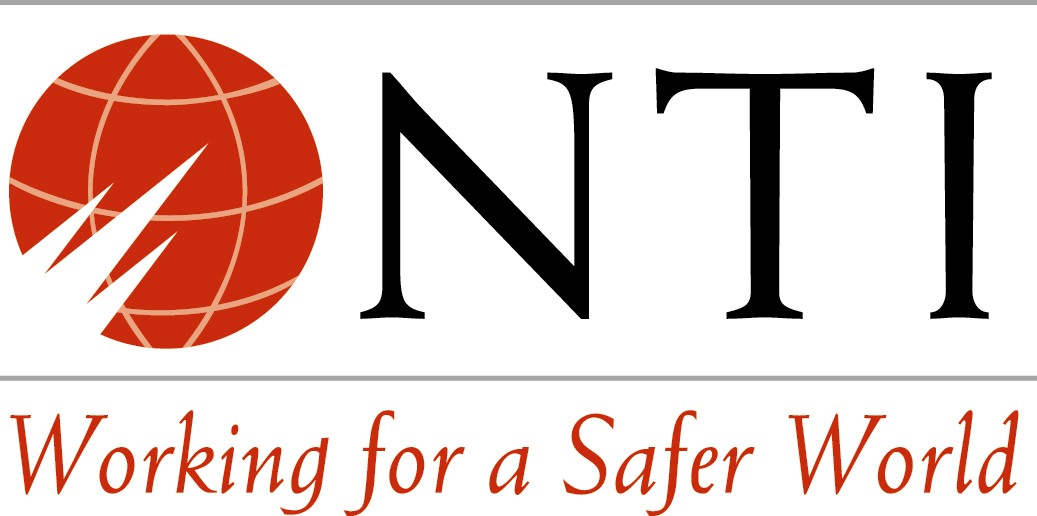
Logo de la Nuclear Threat Initiative (en español: Iniciativa de amenaza nuclear) fundada por Ted Turner y Sam Nunn.

La Nuclear Threat Initiative (en español: Iniciativa de amenaza nuclear) es una caridad pública estadounidense fundada por Ted Turner y Sam Nunn que existe para reforzar la seguridad global mediante la reducción del esparcimiento de armas nucleares, biológicas y químicas, y también para reducir el riesgo de que sean efectivamente usadas.